# جشنواره ردینگ و لیدز
جشنواره ردینگ و لیدز یک جفت فستیوال موسیقی راک سالانه است که در ردینگ و لیدز در انگلستان برگزار می‌شود. این دو جشنواره به طور همزمان در روز جمعه، شنبه و یک‌شنبه تعطیلات آخر هفته عید بانک انجام می‌شود و دارای بلیط مشترک هستند. جشنواره ردینگ در مزرعه لیتل جان در خیابان ریچفیلد در مرکز ردینگ و نزدیکی پل کاورشم برگزار می‌شود. مکان برگزاری جشنواره لیدز در پارک برامهم در نزدیکی وتربی در زمین یک خانه تاریخی است. اردوگاه در هر دو مکان وجود دارد و امکان چادر زدن در بلیط آخر هفته درج می‌شود. بلیط روزانه نیز به فروش می‌رسد.
جشنواره ردینگ، جشنواره اصلی و قدیمی‌تر بین این دو، یکی از قدیمی‌ترین جشنواره‌های موسیقی عامه‌پسند در حال اجرا محسوب می‌شود و در تمام این سال‌ها میزبان بسیاری از گروه‌های موسیقی معروف بریتانیا از جمله رولینگ استونز، فلیتوود مک، کینکس، پینک فلوید، دیپ پرپل، د هو، بلک سبث، جنسیس، آیرن میدن، د جم، پلیس، استیتس کوئو، بلر، میوز، اوئیسیز و همچنین گروه‌های موسیقی و خواننده‌های معروف غیر بریتانیایی از جمله آلیس کوپر، ایگی پاپ، ای‌سی/دی‌سی، متالیکا، گانز ان روزز، امینم، نیروانا، فو فایترز و رد هات چیلی پپرز بوده است. این جشنواره دوره‌ها و سبک‌های متفاوت را پشت سر گذاشته و اکنون در هر دو مکان بیشتر از سبک موسیقی راک، آلترناتیو راک، ایندی راک، پانک راک و هوی متال استفاده می‌شود. 